# Pavillon coréen de l'Exposition universelle de 1900
Le pavillon coréen de l'Exposition universelle de 1900, est un emplacement dédiée à la Corée dans l'Exposition universelle de Paris en 1900 sur le Champ de Mars. C'est la dernière présence de la nation coréenne unifiée et indépendante à une exposition internationale. C'est une initiative française et du gouvernement coréen, très nettement poussé par Victor Collin de Plancy, diplomate français en Corée à Séoul, qui a œuvré pour présenter les richesses culturelles, les réalisations, et les produits coréens.

## Contexte
La tenue de l'exposition prend place 14 ans après la signature du traité franco-coréen de 1886 instaurant des relations diplomatiques officielles entre la Corée et la France.

## Histoire

### Présence aux précédentes expositions
L'exposition universelle de 1889 de Paris présentait un stand coréen, mais celui-ci été dû à l'initiative privée de l'amateur d'art et collectionneur français Émile Guimet et ne dura que du 19 septembre 1889 (alors que l'évènement commença le 6 mai 1889) jusqu’à la clôture le 6 novembre 1889.
La première participation de la Corée prend place à l'exposition de Chicago en 1893 mais sans la présence réelle d'un pavillon : elle y possédait un simple étal de marché. Cette exposition y présentait des porcelaines, des armures et des laques incrustées de nacre dans une maison au toit de tuiles.
La présence de la nation unifiée et indépendante de Corée à l'Exposition universelle de 1900 est donc la deuxième à laquelle elle prend part,, mais est aussi la dernière en tant que pays souverain.

### Premiers échanges
C'est en 1893, à l’occasion de l'Exposition universelle de Chicago, que le diplomate français en poste en Corée, Hippolyte Frandin, a répondu aux demandes de Paris. Dans une lettre du 7 mai 1893, il rapporte que le roi Kojong lui aurait personnellement assuré de sa volonté de participer en lui promettant d'envoyer des objets et même un membre de sa famille en tant que commissaire,.
Il complète en rapportant que le projet coréen à Paris surclassera celui de Chicago, qui a été, selon les termes de Kojong, été « organisée à la hâte et dans le désordre et n'a pas représenté un effort sérieux ». Enfin, Frandin ajoute que la Corée est un pays « plus riche en bonne volonté qu'en argent », et il souligne que tout réalisation coréenne devra être appuyé financièrement, sinon pris en charge, par les Français, comme cela avait été nécessaire à Chicago.
Le 7 janvier 1896, une invitation officielle pour participer à l'exposition universelle de 1900 est faite par le gouvernement français au gouvernement coréen, par l'intermédiaire de G. Lefèvre, chargé d'affaires de France en Corée.

### Organisation de la participation de la Corée à l'évènement
Ce sont avant tout des volontés françaises qui sont à la direction du projet de 1900, l'architecte est français, le financeur est français, les propriétaires des œuvres exposées sont en partie français, l'évènement est français et se passe en France,.
Victor Colin de Plancy revenu à son poste de diplomate à Séoul le 27 avril 1896, est moteur dans l'organisation de la participation de la Corée à l'exposition universelle,.
L'État coréen, tout comme les autres nations participantes, doit établir une organisation afin de planifier, décider et gérer ses intérêts en tenant compte de ses ressources pour participer à cet événement.
Sans représentation diplomatique en Europe, la Corée ne sait pas qui nommer pour le représenter à l'exposition. Alfred Picard, commissaire général de l'exploitation de l'exposition, soumet le nom de Édouard Mène, un Français qui s'intéresse aux sujets asiatiques, qui est connu comme collectionneur et connaisseur d'art japonais. Finalement, le 11 janvier 1897, le gouvernement coréen nomme le général Min Yǒng-hwan, il prend le rôle de ministre plénipotentiaire auprès de six nations européennes (France, Allemagne, Angleterre, Autriche-Hongrie, Italie) dans le cadre des traités que la Corée à signé avec ces pays et en profite pour le charger de la participation de la Corée à l'Exposition universelle,.
Min Yǒng-hwan ayant été nommé mais sans prendre ses fonctions en France, la Corée décide de nommer en juin 1897 Charles Roulina comme Consul général de Corée à Paris.
En 1898, Victor Collin de Plancy, sans action de la part des Coréens depuis un long moment, les exhorta le 4 mai 1898, par le biais du Ministère de Affaires Étrangères (ko), à nommer un commissaire sans quoi il aurait de grandes difficultés à assurer une place pour la Corée à l'évènement,. Collin de Plancy leur propose de nommer Delort de Gléon comme délégué du gouvernement impérial, ce qui est aussi proposé par Charles Roulina. Delort de Gléon est disposé à prendre les frais à sa charge. Charles Moulina, Edouard Mène et Maurice Courant les assisteront dans ses fonctions.

#### Constitution de la commission
Entre juillet et août 1898, les membres de la commission d'organisation de la participation coréenne à l'exposition universelle sont nommés :
Commission de Séoul
- Min Pyeng-Syek, fonctionnaire, membre du Conseil d'État
- Min Yǒng-hwan, fonctionnaire, vice-ministre de la Justice
- Ko Yong-Keun, fonctionnaire, membre du bureau des fonctionnaires en disponibilité
- Youn Tok-Yong, fonctionnaire, directeur de bureau de Pong-San au ministère de la Cour
- Yi Yn-Yong, fonctionnaire, chef du bureau des traductions au ministère de la Guerre
- Yi Keun-Pai, fonctionnaire, membre du bureau des fonctionnaires en disponibilité
- Tcheung Yong-Tou, fonctionnaire

Commission de Paris
- Président : Charles Roulina
- Membre : Édouard Mène, Maurice Courant, Commandant Vidal
- Commissaire Général : Alphonse Delort de Gléon, Alphonse Trémoulet
- Secrétaire Général : Léon Beaup

Membre de la commission coréenne en 1898
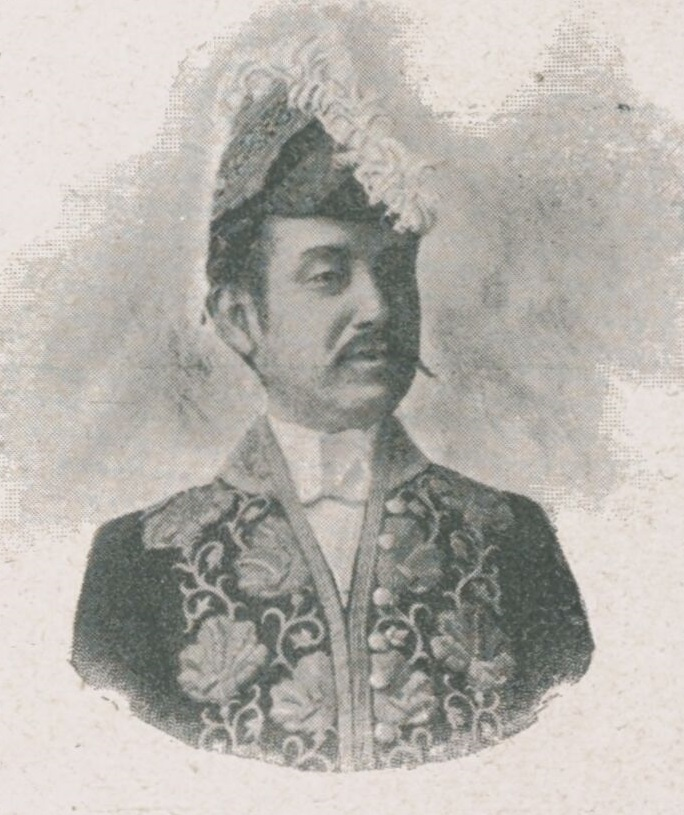
Yi Pomm Tchine, ministre de Corée
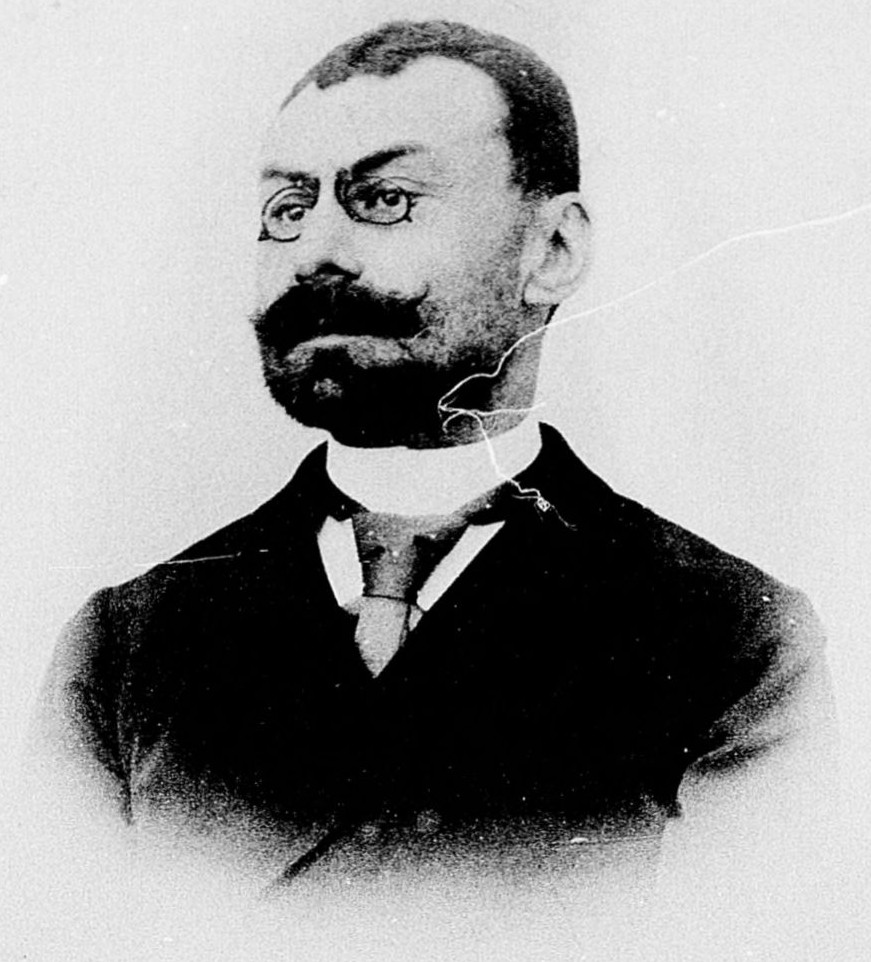
M. Collin de Plancy, Chargé d'affaires de France à Séoul. Promoteur de l’Exposition Coréenne à Paris.
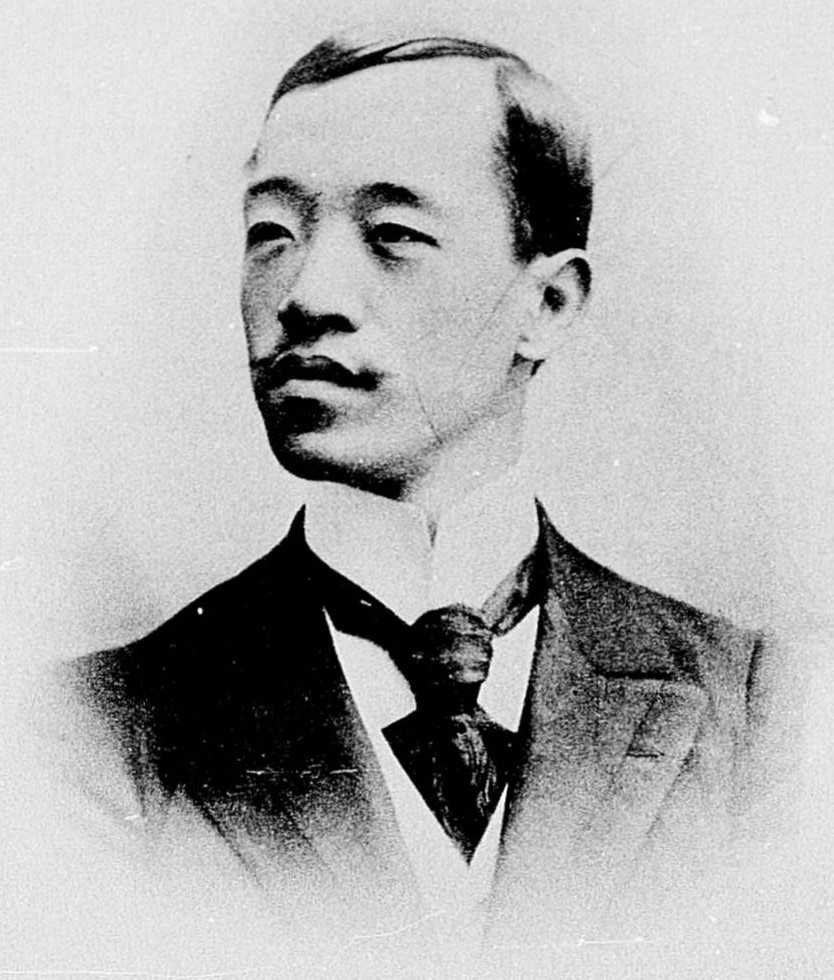
S. E. Ming-Young-Tchang, président d’honneur de la Commission Coréenne à l’Exposition de 1900.
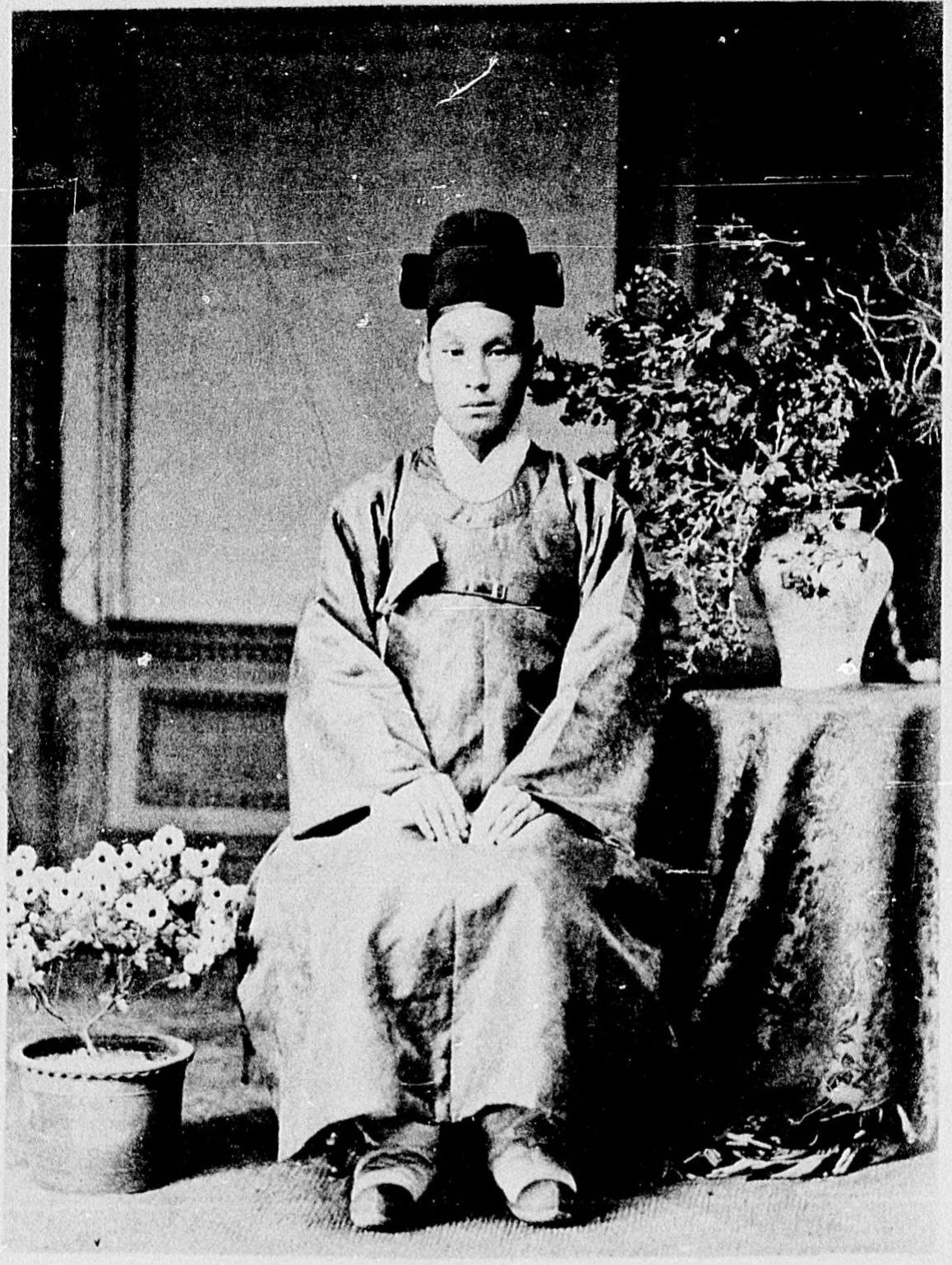
M. Yi-Ying-Yong, membre de la Commission Coréenne de l’Exposition de 1900.
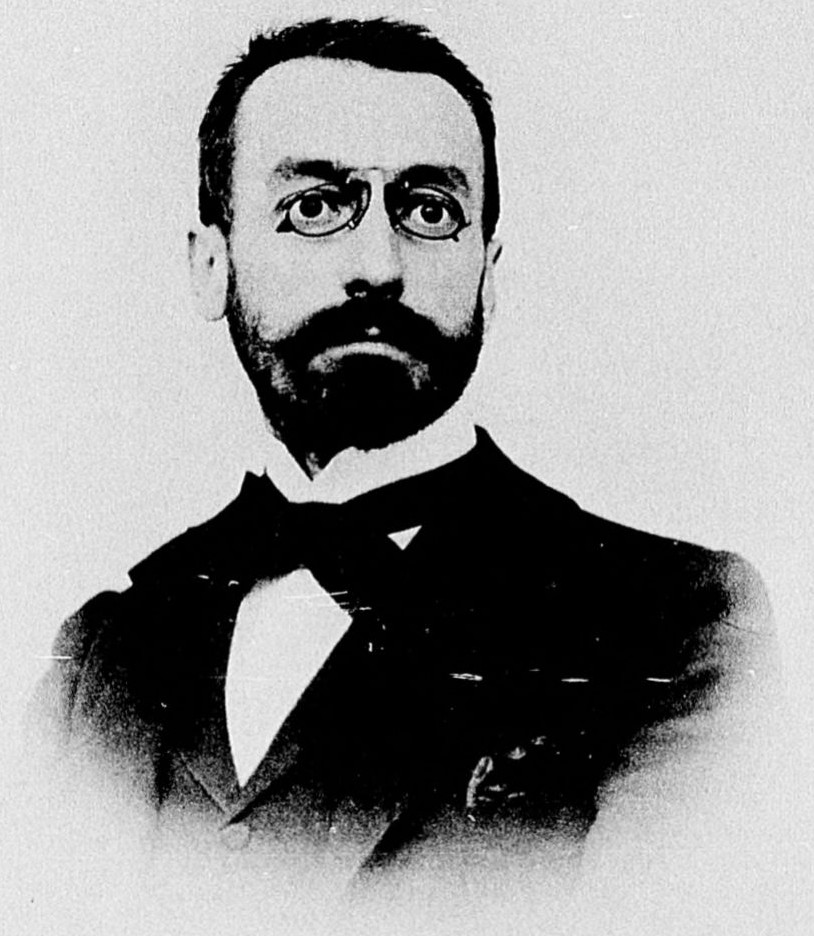
M. Ch. Alévêque, délégué du Gouvernement Impérial de Corée à l’Exposition de 1900.

### Projet du Delort de Gléon

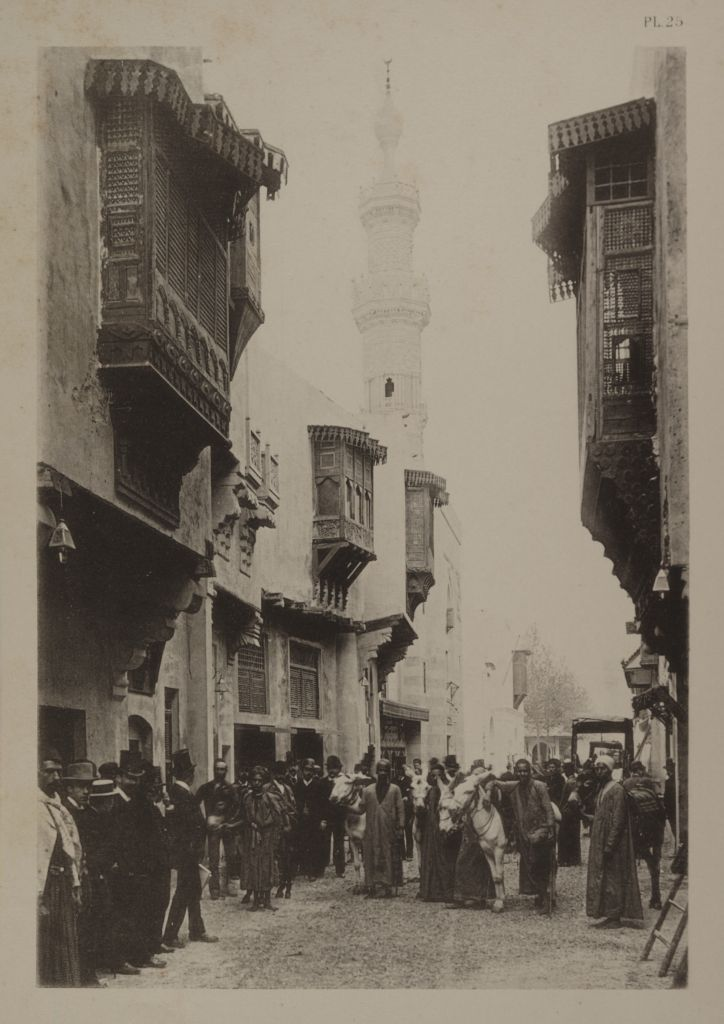
Vue de l'ensemble de la « rue du Caire » de Delort de Gléon à l'Exposition de Paris de 1889, comprenant « les acteurs » ainsi que de nombreux Européens.

C'est le baron Alphonse Leopold Marie Delort de Gléon qui est le financeur et l'organisateur chargé de concevoir le pavillon coréen,. Delort de Gléon a fait forte impression quelques années auparavant avec la reconstitution de la rue du Caire pour l'exposition universelle de 1889,.

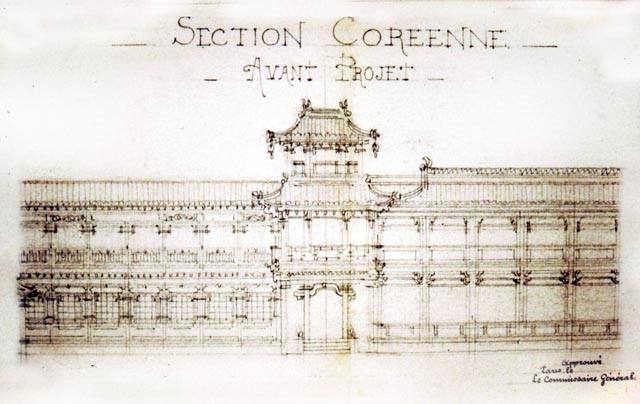
Partie centrale du plan d'avant-projet de Delort de Gléon.

Il propose un plan avec une structure à deux ailes, d'inspiration plutôt chinoise que coréenne, ainsi qu'une attraction pittoresque « un coin de rue de Chemulpo » le long de la Seine, avec des marchandises et spectacle de coréens pour l'animation de l'endroit. Avec le projet de « rue animé coréenne » il reprend le concept qui lui a assuré du succès avec la « rue du Caire » lors de l'exposition 1889. Delort de Gléon était prêt à investir la somme de 87 000 francs dans le projet de pavillon et 54 000 francs pour la reconstitution de la rue de Chemulpo,. Il envoie un homme, Alphonse Trémoulet, a Séoul pour trouver des objets et des personnes à même de venir à Paris pour animer le projet de rue de Chemoulpo à l'exposition.
Durant l'été 1899, la construction commence sur les plans du baron Delort de Gléon, mais celui-ci décède subitement le 9 novembre 1899 et en janvier 1900 ses héritiers décide d'abandonner le projet,.

### Projet de Mimerel avec l'architecte Eugène Ferret et changement au sein de la commission
Par l'entremise de Charles Roulina, le ministère des Affaires étrangères de Corée nomme le comte Mimerel pour remplacer Delort de Gléon, assistés de Eugène Ferret (qui remplace Trémoulet) et Eugène Leblanc (qui remplace Léon Beaup). Le commandant Vidal démissionne et est remplacé par Charles Alévêque.
Le consul Roulina trouve un autre mécène avec Mimerel qui investit dans le projet coréen, avec l'arrière pensée d'obtenir des faveurs du roi de Corée Kojong et notamment d'avoir la concession d'une mine en Corée.
Avec ces changements, le projet est réduit à un seul petit pavillon à la place du grand pavillon à deux ailes et de la rue animé,.

#### Membre de la Commission à l'ouverture
Le 10 avril 1900, la liste des membres est la suivante :
Commission impériale
- Président d'honneur : prince Min-Young-Chan
- Président : Charles Roulina
- Vice-président : Édouard Mène
- Secrétaire : Maurice Courant
- Secrétaire : Saltarel

Commissariat général
- Commissaire général : Comte Mimerel
- Commissaire général adjoint : Eugène Ferret
- Secrétaire général : E. Leblanc
- Inspecteur des travaux : R. Dubos

Membre de la commission coréenne en 1900, à l'ouverture de l'exposition
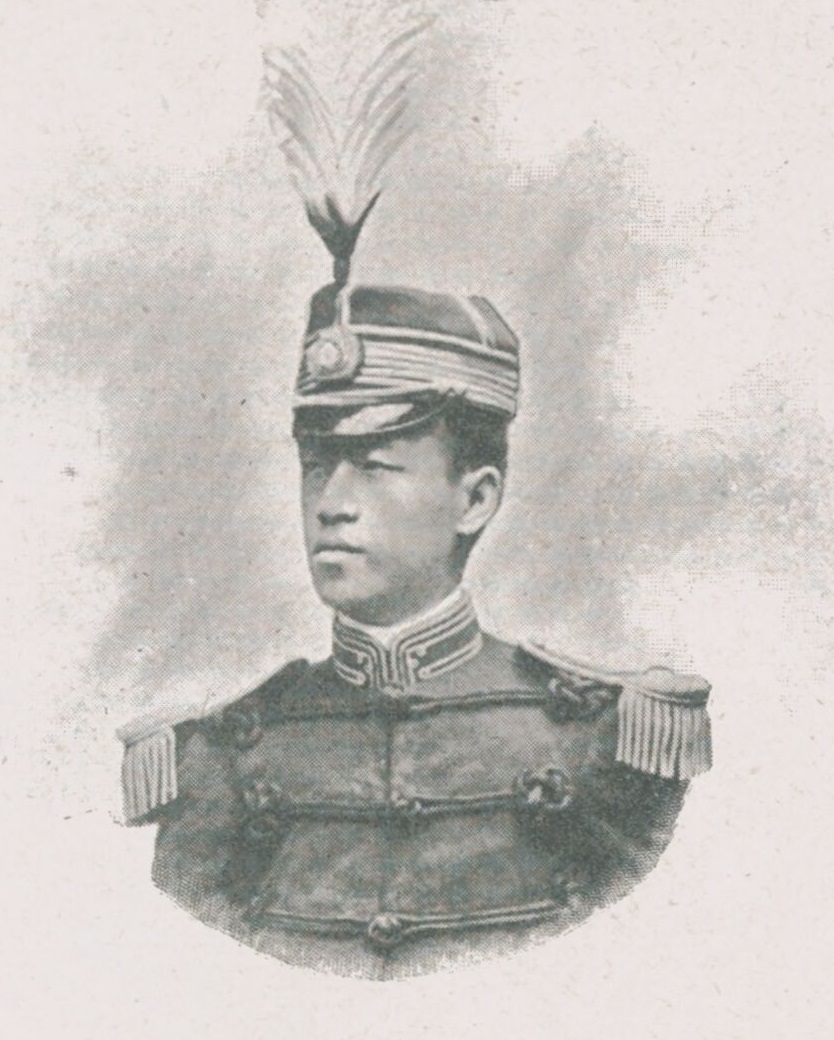
Min Young Chan, Prince de Corée.
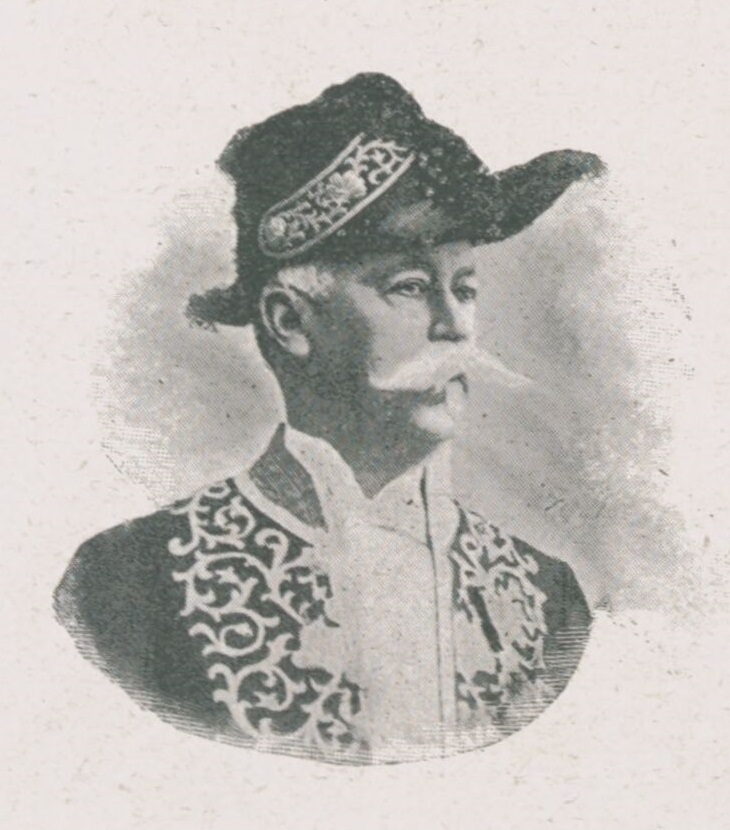
Charles Roulina, Consul général de Corée à Paris.
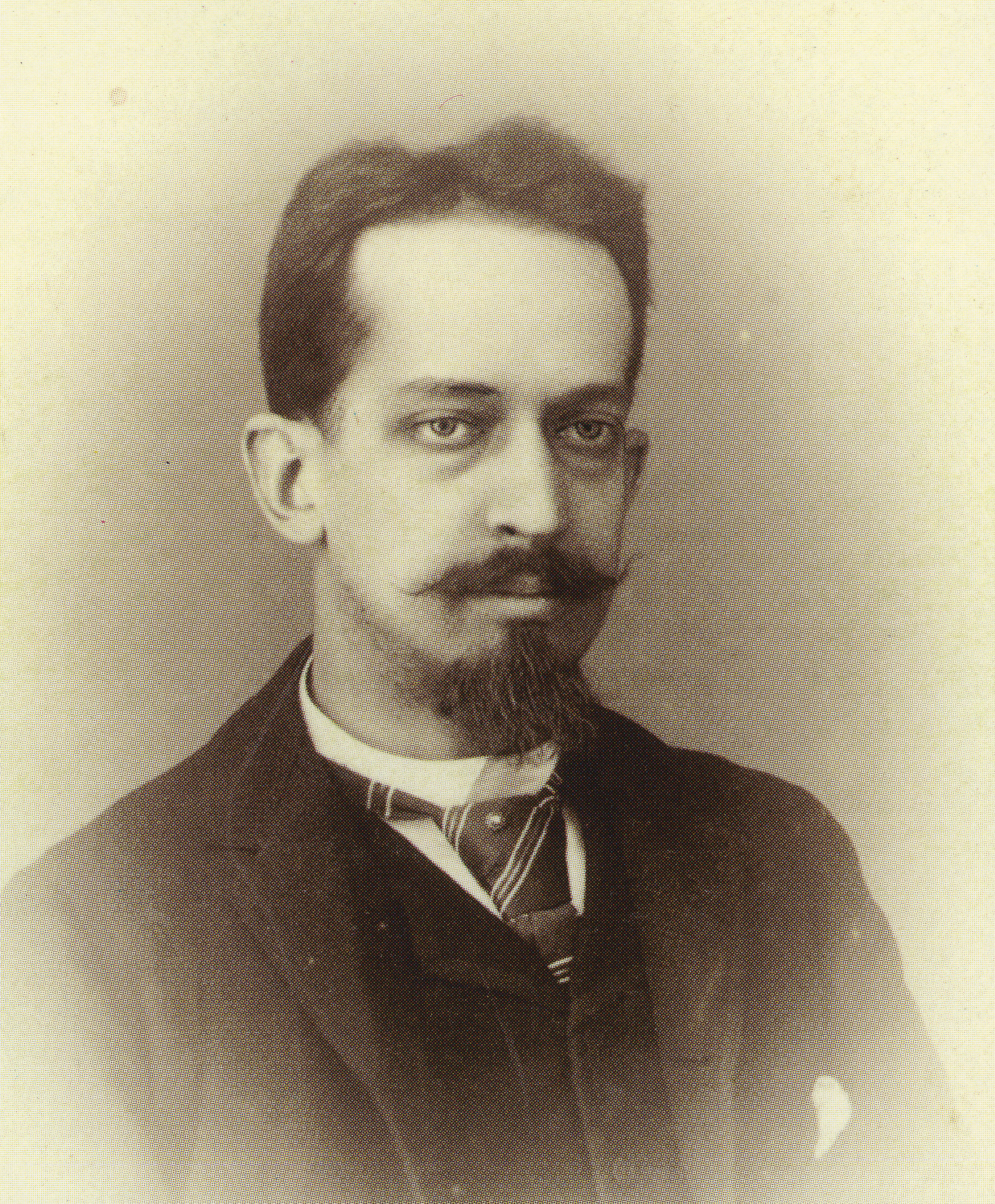
Maurice Courant, Secrétaire.
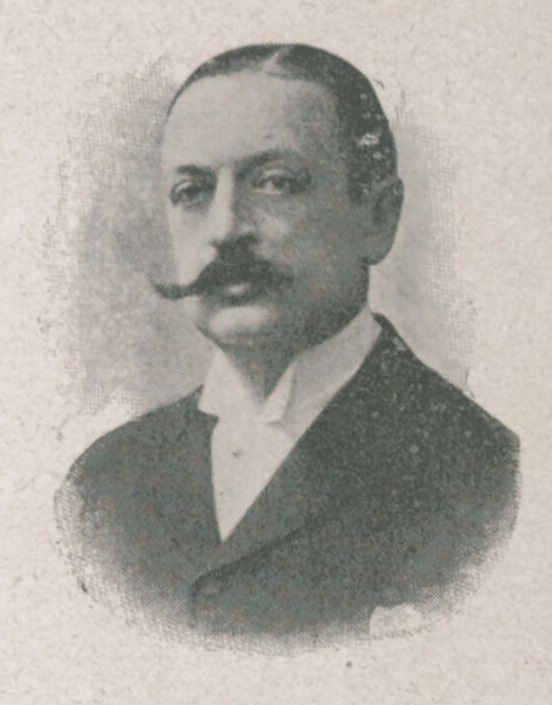
Comte Mimerel, Commissaire Général.
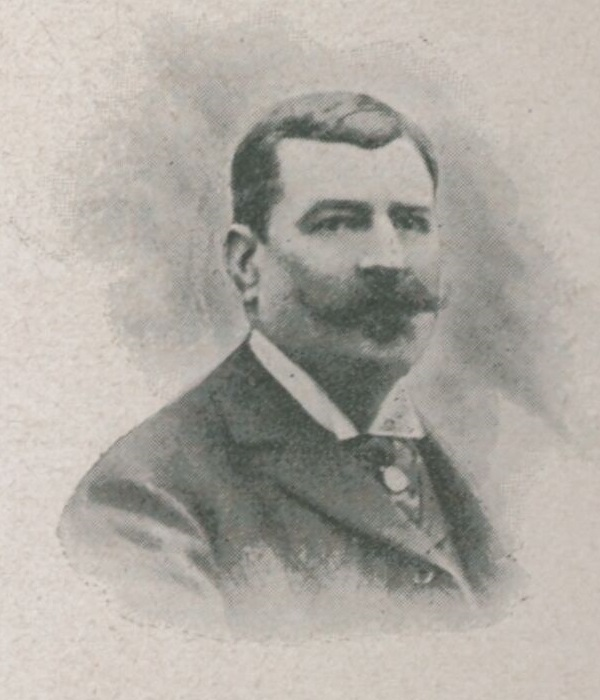
Eugène Ferret architecte du pavillon.

## Pavillon

### Bâtiment

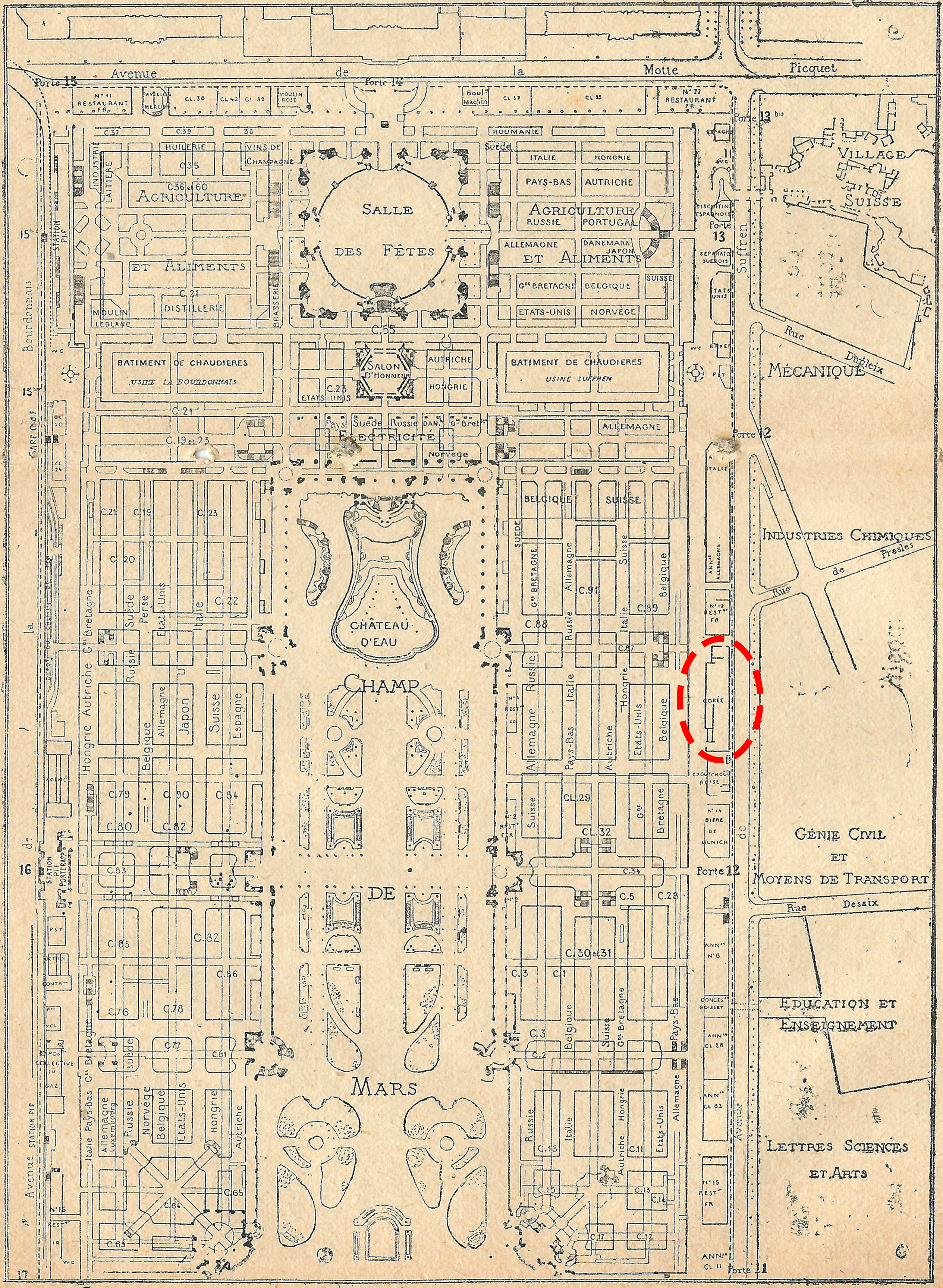
Carte du Champ de Mars à l'Exposition universelle de 1900, avec le pavillon coréen en haut à droite, le long de l'avenue de Suffren, entre les industries chimiques et le génie civil.

Le pavillon est situé sur le Champ de Mars le long de l'avenue de Suffren. L'inauguration officielle du pavillon à lieu le 14 avril 1900. Le pavillon s'installe sur une zone de 760 m2, dont 320 m2 couvert et 440 m2 découvert.
Ferret conçoit un pavillon, inspiré de la salle d'audience royale du palais de Gyeongbok de Séoul. Le bâtiment est en bois avec des couleurs vives et un toit de forme typique des constructions de l'Extrême-Orient.
Ferret décrit l’intérieur du bâtiment comme suit : « Le pavillon forme une grande salle carrée avec une porte à deux battants au milieu de chacun des côtés, mais sans fenêtres ; il est éclaire seulement par deux galeries de vitraux placées l'un en dessous du premier toit, l'autre entre les deux toits », il s'est inspiré pour l'intérieur aussi de l'une des salles d'audience royale du palais de Gyeongbok de Séoul.
La superficie de la concession pour le pavillon coréen est de 30 mètres de long, avec de chaque côtés des espaces de 5 m de long et 6 m de large.
L'exposition ferme ses portes le 12 novembre 1900 et le pavillon est détruit.

Photos, carte et plan du pavillon coréen
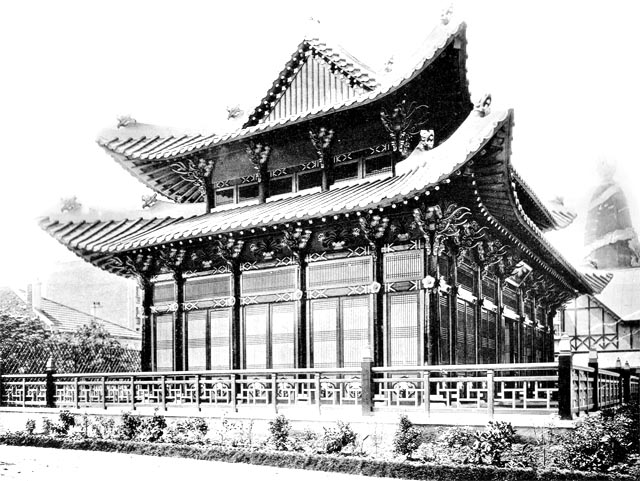
Photographie du pavillon coréen
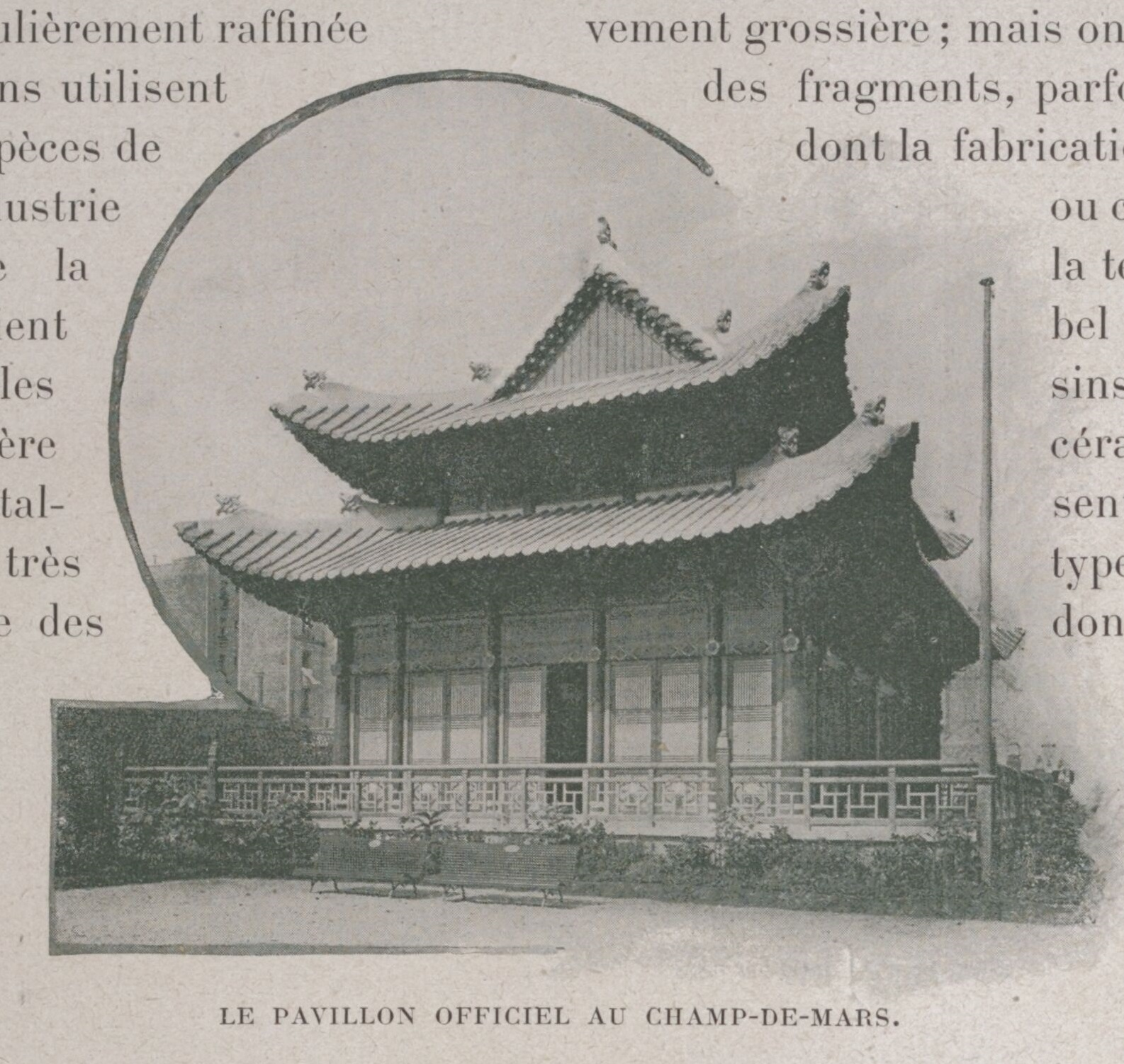
Photographie du pavillon coréen
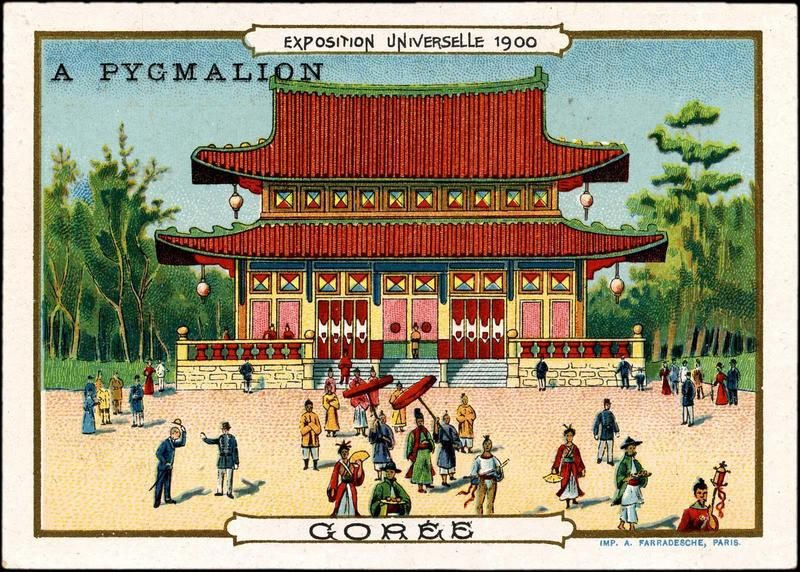
Carte promotionnel du pavillon avec des couleurs fantaisistes.
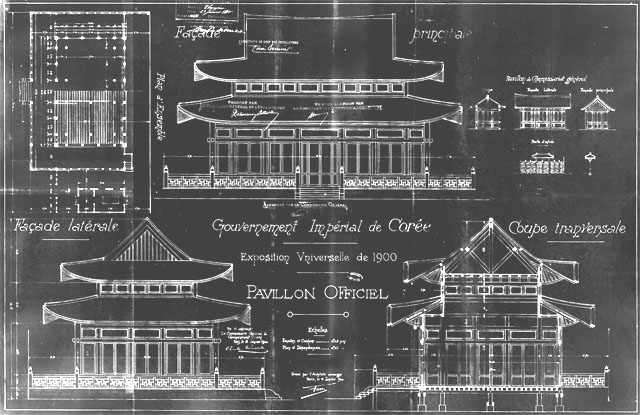
Plan du pavillon coréen par Eugène Ferret, 29 janvier 1900

### Collections présentées au pavillon
Les objets présentés au pavillon sont de différentes provenances. Les objets sont apportés par le gouvernement coréen, mais aussi par la partie française, principalement de Victor Collin de Plancy mais aussi avec des objets du médecin, chercheur et collectionneur d'art Edouard Mène, de l'ingénieur Grille, du commandant Vidal, de Jeanne Adolphine Jus et de Arnold Vissière.
Le gouvernement coréen a créé certains objets spécifiquement, comme des céramiques, pour être exposés au pavillon.
Le gouvernement coréen présente des graines, semences, sucres, produits de confiserie, des cuirs et peaux, des monnaies anciennes, des chapeaux de rois et d'empereur, de l'orfèvrerie religieuse ancienne, des bronzes anciens, niellés et incrustés, des armes de guerre anciennes, etc.
Victor Collin de Plancy a collecté de nombreuses objets et livres dont certains spécifiquement pour l'évènement qui ont été exposés. Il y présente des livres et albums, des monnaies, ses soies brodés, des meubles, des poteries, des armes, des peaux de panthère, etc. Grille y présente des albums, armoires, coffret de toilette, ornements et bijoux de femmes. Vidal, des coffres armoires et bahuts. Mène, un casque de fer incrusté et damasquiné, une masse d'arme en fer. Jus, des boites en métal incrustées d'argent. Vissière une grande armoire.
Il y avait une réplique du trône royal, des porcelaines, des objets laqués, des
meubles, et des livres (Chikchi simgyŏng).
Il y avait des vêtements, des accessoires, des meubles, du matériel agricole coréens, des gravures sur bois, d'autres écritures bouddhistes, des soieries colorées, des porcelaines, des travaux d’ébénisterie, des bijoux et costumes. Une bannière bouddhique provenant de Konbongsa (1755) est exposée.
Le livre Jikji est exposé au pavillon.
À la fin de l'exposition, les collections privées sont rendues à leur propriétaire. Après sollicitation française, le gouvernement coréen concède une partie des objets qu'il a apportés à l'exposition à des établissements français, principalement au Musée National des Arts et Métiers et au Musée de la Musique,. Le Musée Guimet bénéficie aussi de quelques dons du gouvernement coréen.

Intérieur du pavillon coréen
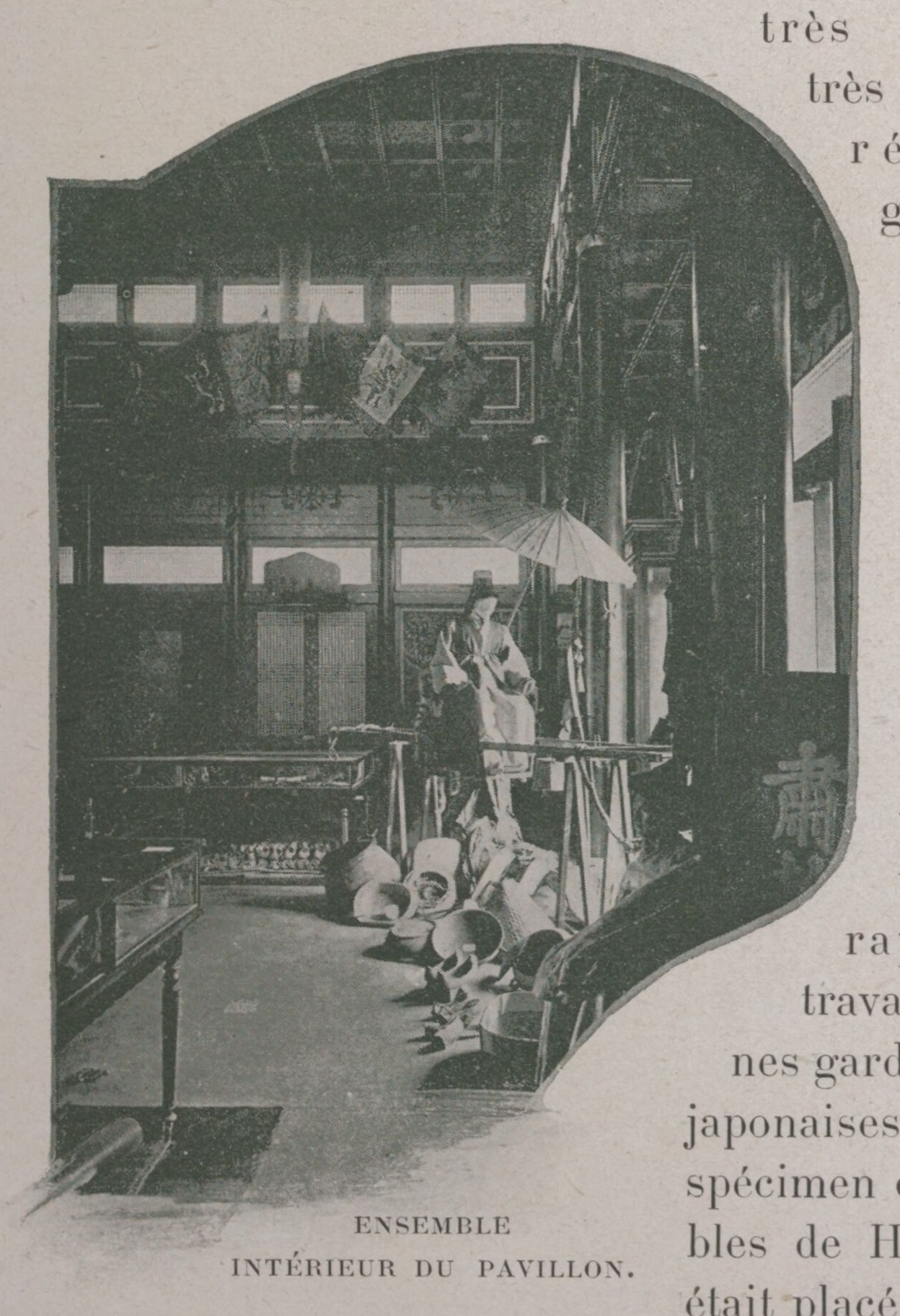
Intérieur du pavillon coréen
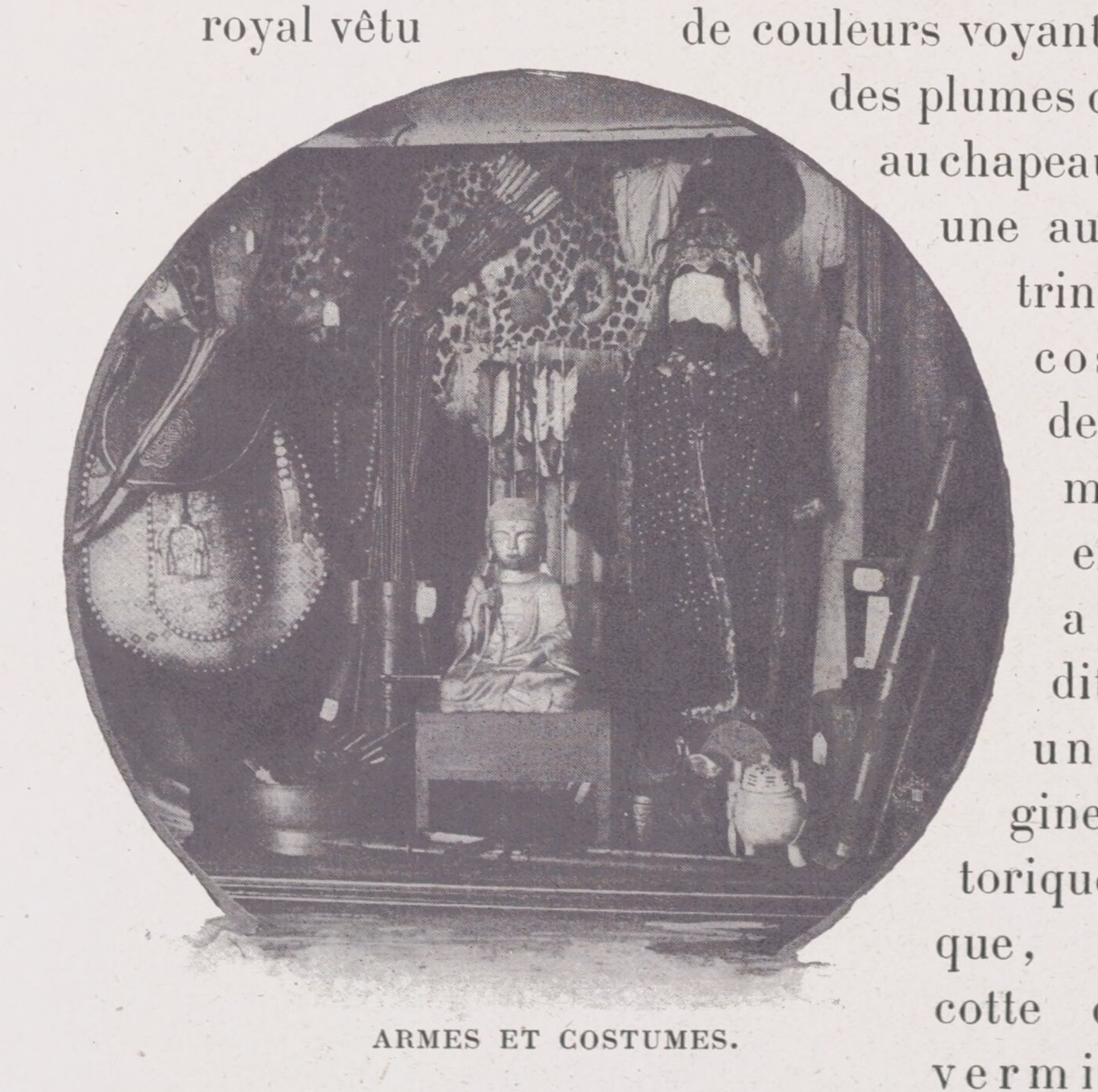
Intérieur du pavillon coréen, armes et costumes
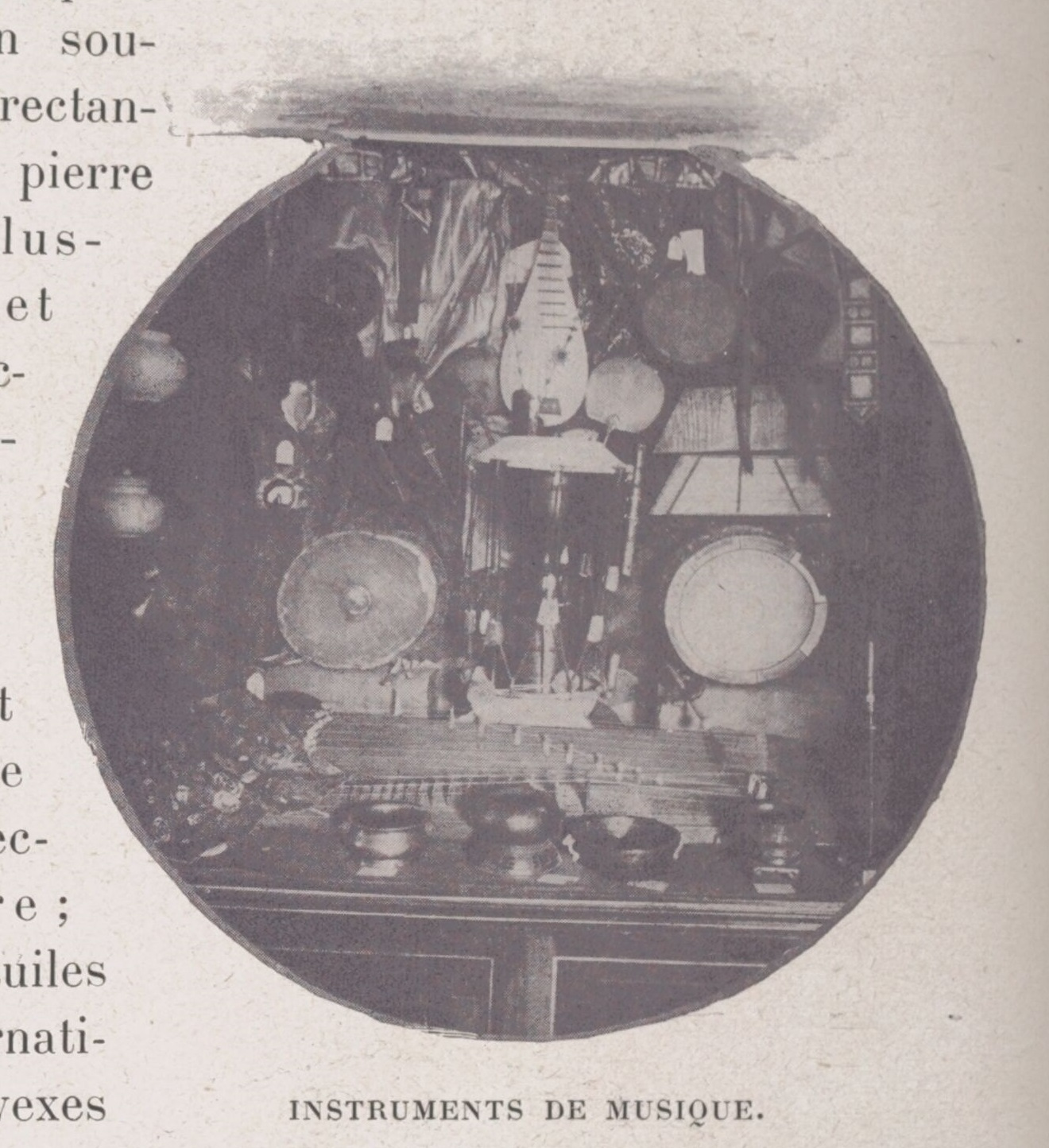
Intérieur du pavillon coréen, instruments de musique
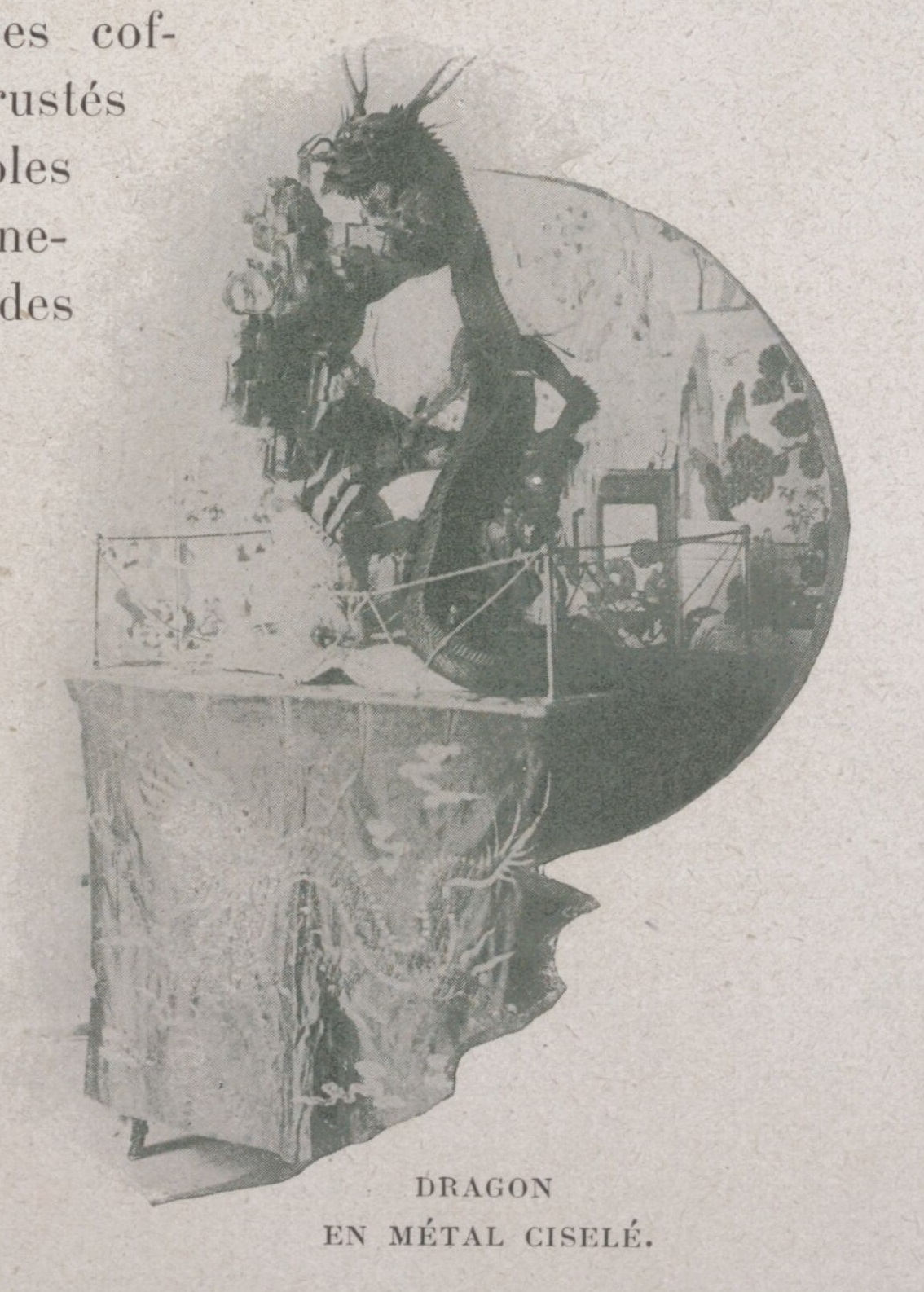
Intérieur du pavillon coréen, dragon en métal ciselé

### Réception et public au pavillon
La plupart du public qui a visité le pavillon étaient des curieux, amateur de découvertes asiatique,. Le pavillon coréen fut peu visité par le grand public lui préférant ceux chinois et japonais.
Le pavillon coréen a accueilli 50 000 visiteurs.
Le pavillon a été discret, et eu un succès modeste.

« Perdu sur les frontières ultimes du Champ-de-Mars, adossé à l’avenue de Suffren, le pavillon coréen reste ignoré de la foule : il semble que, par timidité ou modestie, la Corée ait voulu retrouver en ce coin écarté l’image de l’isolement où elle s’est longtemps complu. S’il en est ainsi, elle a réussi, peut-être au delà de ses désirs, car seuls les familiers de l’Extrême-Orient et les amis du jeune empire péninsulaire ont su aller découvrir cette gracieuse installation. Elle vaut cependant la peine, et pour plus d’une raison, d’être visitée »

— Maurice Courant, Souvenir de Séoul, Corée - Le Pavillon Coréen au Champ-de-Mars. 1900.
La présentation du Jikji au pavillon ne permet pas de marquer les intellectuelles de l'époque.

## Suites
Avec l'exposition des céramiques coréens aux différentes exposition universelle, ce type de céramique va être collectionnée par les amateurs d’art asiatique.
Après l'exposition, la Corée va mettre en place une légation coréenne en France.
L'orientaliste Maurice Courant consacre dans son livre « Souvenir de Séoul, Corée » une partie dédiée à l'évènement nommé « Le Pavillon Coréen au Champ-de-Mars »,.
Le pavillon coréen fait l'objet de la dernière couverture du journal le Petit Journal sur l'exposition universelle, celle-ci parait un mois après la clôture de l'évènement.
Par l'entremise de Victor Collin de Plancy, la Corée a envoyé des objets pour l'exposition de Hanoï de 1901-1902 (en).
En octobre 1902, le gouvernement coréen créé un « Bureau provisoire des Expositions ».

### Récompenses et distinctions
Le pavillon coréen a remporté : 1 grand prix, 2 (ou 3) médailles d'or, 10 médailles d'argent, 5 médailles de bronze et 3 mentions honorables,.
En juillet 1901, le comte Mimerel propose dix personnes qui se sont distingués dans l'organisation du pavillon coréen pour que leur soient attribués des distinctions françaises. Mène propose que soit attribué à Victor Collin de Plancy la croix d'Officier de la Légion d'honneur, ce qui aboutira en 1906, cinq ans plus tard.
En juin 1901, le gouvernement coréen décerne à huit français, qui ont oeuvré à la réussite du pavillon coréen à l'exposition universelle, l'Ordre de Palgwae.